# Jacaranda carajasensis
Jacaranda carajasensis é uma espécie do gênero Jacaranda. Espécie com uma única coleta apenas com fruto e cálice persistente no fruto já deiscente.

## Taxonomia
A espécie foi descrita em 1992 por Alwyn Howard Gentry.

## Forma de vida
É uma espécie terrícola e arbórea.

## Descrição
| Caule                        | Caule                                                              |
| ---------------------------- | ------------------------------------------------------------------ |
| ramo                         | tetragonal ou quase tetragonal                                     |
| lenticela                    | presente/ausente                                                   |
| Folha                        |                                                                    |
| composta                     | bipinada                                                           |
| inserção na raque ou ráquila | peciolada                                                          |
| margem                       | inteira/serrada                                                    |
| tricoma                      | pubérula                                                           |
| Inflorescência               |                                                                    |
| posição                      | terminal                                                           |
| tirso                        | ramiflora                                                          |
| Flor                         |                                                                    |
| cálice                       | campanulado/5 denticulado                                          |
| corola tubular               | infundibuliforme                                                   |
| cor                          | azulada                                                            |
| antera glabra                | diteca                                                             |
| estaminódio                  | alongado excedendo em tamanho a antera/glandular no terço superior |
| ovário                       | ovado/achatado                                                     |
| disco nectarífero            | anular                                                             |
| Fruto                        |                                                                    |
| cápsula loculicida           | lenhosa                                                            |
| valva na deiscência          | ondulada                                                           |
| Semente                      |                                                                    |
| achatada                     | fina/membranácea                                                   |
| ala                          | hialina                                                            |

## Distribuição
A espécie é encontrada no estado brasileiro de Pará. Em termos ecológicos, é encontrada no domínio fitogeográfico de Floresta Amazônica, em regiões com vegetação de vegetação sobre afloramentos rochosos.